# Fausto Cercignani
Fausto Cercignani (talijanski izgovor: [ˈfausto tʃertʃiɲˈɲani]; 21. ožujka 1941.) talijanski je učenjak, esejist i pjesnik. 

## Aktivnost
Fausto Cercignani je predavao germansku filologiju i povijest engleskog jezika na raznim talijanskim sveučilištima.
U području studija engleskog jezika poznat je po svojim istraživanjima o Williamu Shakespeareu.
Njegov glavni rad na toj temi je Shakespeare's Works and Elizabethan Pronunciation, Oxford, University Press (Clarendon Press), 1981.
Njegova književna kritika bavi se raznim poznatim autorima: Jens Peter Jacobsen, Georg Trakl, Georg Büchner, Arthur Schnitzler, Wolfgang Goethe, Gotthold Ephraim Lessing, Wilhelm Heinrich Wackenroder, Hugo von Hofmannsthal, Rainer Maria Rilke, Alban Berg, E.T.A. Hoffmann, Robert Musil, Novalis, Joseph Roth, Richard Beer-Hofmann, Karl Kraus, Franz Kafka, Thomas Mann, August Stramm, Gerhart Hauptmann, Reinhard Jirgl, Friedrich Schiller, Karl Krolow, Christa Wolf.
U području lingvističkih studija istraživao je germansku grupu jezika s historičkog stajališta, a osobito proto-germansku, gotsku, englesku i njemačku.
Fausto Cercignani je glavni urednik međunarodne književne periodike Studia austriaca (e-ISSN 2385-2925, p-ISSN 1593-2508) i Studia theodisca (e-ISSN 2385-2917, p-ISSN 1593-2478).

## Poezija
Cercignanijeva poezija objavljena je u sedam knjižica i sada je sakupljena u knjizi Scritture. Poesie edite e inedite, Torino 2015.
Fausto Cercignani je također eksperimentirao s vlastitim prijevodom svojih pjesama.

## Odabrana djela

### Anglistika
- Shakespeare's Works and Elizabethan Pronunciation, Oxford, University Press (Clarendon Press), 1981.[3]
- English Rhymes and Pronunciation in the Mid-Seventeenth Century, in "English Studies", 56/6, 1975, 513-518.[6]
- The Development of */k/ and */sk/ in Old English, in "Journal of English and Germanic Philology", 82/3, 1983, 313-323.[7]

### Germanistika
- The Consonants of German: Synchrony and Diachrony , Milano, Cisalpino, 1979.[8]
- The Development of the Gothic Short/Lax Subsystem, in "Zeitschrift für vergleichende Sprachforschung", 93/2, 1979, 272-278.[9]
- Early «Umlaut» Phenomena in the Germanic Languages, in "Language", 56/1, 1980, 126-136.[10]
- Zum Hochdeutschen Konsonantismus. Phonologische Analyse und phonologischer Wandel, in "Beiträge zur Geschichte der deutschen Sprache und Literatur", 105/1, 1983, 1-13.[11]
- The Elaboration of the Gothic Alphabet and Orthography, in "Indogermanische Forschungen", 93, 1988, 168-185.[12]
- Saggi linguistici e filologici. Germanico, gotico, inglese e tedesco, Alessandria, 1992.[13]

### Književna kritika

#### Knjige
- F. Cercignani - M. Giordano Lokrantz, In Danimarca e oltre. Per il centenario di Jens Peter Jacobsen, Milano, 1987.[14]
- F. Cercignani, Existenz und Heldentum bei Christa Wolf. «Der geteilte Himmel» und «Kassandra», Würzburg, Königshausen & Neumann, 1988.[15]
- F. Cercignani, Studia trakliana. Georg Trakl 1887-1987, Milano, 1989.[16]
- F. Cercignani, Studia büchneriana. Georg Büchner 1988, Milano, 1990.[17]
- F. Cercignani, Studia schnitzleriana, Alessandria, 1991.[18]
- F. Cercignani, Novalis, Milano, 2002.[19]

#### Eseji
- Disperata speranza: la trama del «Niels Lyhne», in F. Cercignani - M. Giordano Lokrantz, In Danimarca e oltre. Per il centenario di Jens Peter Jacobsen, Milano, 1987, 95-128.[14]
- Dunkel, Grün und Paradies. Karl Krolows lyrische Anfänge in «Hochgelobtes gutes Leben», in "Germanisch-Romanische Monatsschrift", 36/1, 1986, 59-78.[20]
- Zwischen irdischem Nichts und machtlosem Himmel. Karl Krolows «Gedichte» 1948: Enttäuschung und Verwirrung, in "Literaturwissenschaftliches Jahrbuch", 27, 1986, 197-217.[21]
- E. T. A. Hoffmann, Italien und die romantische Auffassung der Musik, in S. M. Moraldo (ed.), Das Land der Sehnsucht. E. T. A. Hoffmann und Italien, Heidelberg, Winter, 2002, 191-201.[22]

## Nagrade
Österreichisches Ehrenkreuz für Wissenschaft und Kunst I. Klasse - Milano, 1996.

## Vanjske poveznice
- “Studia austriaca i Studia theodisca”  Arhivirana inačica izvorne stranice od 29. svibnja 2020. (Wayback Machine)
- Akademski životopis i publikacije  Arhivirana inačica izvorne stranice od 29. svibnja 2020. (Wayback Machine)